# Sheridan Downey
Sheridan Downey (Laramie, 11 marzo 1884 – San Francisco, 25 ottobre 1961) è stato un avvocato e politico statunitense.